# Machaeraptenus crocopera
Machaeraptenus crocopera är en fjärilsart som beskrevs av William Schaus 1905. Machaeraptenus crocopera ingår i släktet Machaeraptenus och familjen björnspinnare. Inga underarter finns listade i Catalogue of Life.